# Корато
Корато (итал. Corato) — коммуна в Италии, располагается в области Апулия, подчинена административному центру Бари.
Население коммуны, на 01.01.2024 года, составляет 46 994 человека, плотность населения составляет 276,60 чел./км². Коммуна занимает площадь 169,90 км². 
Почтовый индекс — 70033. Телефонный код — 080.
Покровителем коммуны почитается святой Катальд, празднование 10 мая.

## Демография
Динамика населения:

## Администрация коммуны
- Официальный сайт: http://www.comune.corato.bari.it/